# Kentaur könyvek
A Kentaur könyvek a Szépirodalmi Könyvkiadó által kiadott magyar nyelvű sorozat volt 1985–1991 között. Részben még nem befutott, de érdeklődésre számot tartó írók könyveit kezdte megjelentetni, melyek műfaja a kor irodalomtudományi szempontjai szerint még nem tartoztak a fővonalhoz. De akadtak a szórakoztató jellegű kötetek közt népszerű szerzők is (Lawrence Durrell, Kittenberger Kálmán, A. A. Milne, Leslie L. Lawrence).
A külföldi irodalom tekintetében szintén hasonló az elv: máshol még nem publikált, értékes, de a fővonalhoz nem sorolható művek jelentek meg.

## A sorozat kötetei
A sorozatban eddig megjelent könyvek (még nem teljes) listája:
| Cím                                   | Szerző                                                        | Kiadó                   | Kiadás éve |
| ------------------------------------- | ------------------------------------------------------------- | ----------------------- | ---------- |
| A befalazott Madonna I.               | Tempefői                                                      | Szépirodalmi Könyvkiadó | 1986       |
| A befalazott Madonna II.              | Tempefői                                                      | Szépirodalmi Könyvkiadó | 1987       |
| A dadogó gyilkos                      | Kristóf Attila                                                | Szépirodalmi Könyvkiadó | 1988       |
| A Halkirálynő és a Kommandó           | Molnár Éva, Vavyan Fable                                      | Szépirodalmi Könyvkiadó | 1987       |
| A Hegy                                | Nemere István                                                 | Szépirodalmi Könyvkiadó | 1985       |
| A kék autó                            | Fehér Béla                                                    | Szépirodalmi Könyvkiadó | 1990       |
| A mágikus művészetek zseblexikona     | Hans Biedermann                                               | Szépirodalmi Könyvkiadó | 1989       |
| A másik Írás                          | Hosszú Ferenc                                                 | Szépirodalmi Könyvkiadó | 1987       |
| A megfojtott viking mocsara           | Leslie L. Lawrence                                            | Szépirodalmi Könyvkiadó | 1989       |
| A sárga detektív                      | E. D. Biggers                                                 | Szépirodalmi Könyvkiadó | 1988       |
| A sötét útvesztő                      | Lawrence Durrell                                              | Szépirodalmi Könyvkiadó | 1989       |
| A vándorló halál                      | Kristóf Attila                                                | Szépirodalmi Könyvkiadó | 1989       |
| A Vörös Ház rejtélye                  | Alan Alexander Milne                                          | Szépirodalmi Könyvkiadó | 1987       |
| Afrikai vadászkönyv                   | Kittenberger Kálmán                                           | Szépirodalmi Könyvkiadó | 1986       |
| Az afrikai kapitány                   | Lawrence Sanders                                              | Szépirodalmi Könyvkiadó | 1989       |
| Az afrikai kapitány visszatér         | Lawrence Sanders                                              | Szépirodalmi Könyvkiadó | 1989       |
| Az éjszakai ember                     | Bernhard Borge                                                | Szépirodalmi Könyvkiadó | 1989       |
| Az eltűnt kézirat                     | Grandpierre Lajos                                             | Szépirodalmi Könyvkiadó | 1986       |
| Északi szél                           | Spencer Walls                                                 | Szépirodalmi Könyvkiadó | 1988       |
| Ételművészet, életművészet            | Arthur MacGowern, dr. Györki Béla                             | Szépirodalmi Könyvkiadó | 1986       |
| Fekete vőlegények                     | Gulácsy Irén                                                  | Szépirodalmi Könyvkiadó | 1985       |
| Hej, színművész!                      | Salamon Béla                                                  | Szépirodalmi Könyvkiadó | 1987       |
| Heródes                               | Raffy Ádám                                                    | Szépirodalmi Könyvkiadó | 1987       |
| Hogyan lettem színésznő?              | Gách Marianne, Karády Katalin, Mezei András, Zilahy Lajos     | Szépirodalmi Könyvkiadó | 1989       |
| Holdanyó fényes arca                  | Leslie L. Lawrence                                            | Szépirodalmi Könyvkiadó | 1987       |
| Jezabel                               | Gulácsy Irén                                                  | Szépirodalmi Könyvkiadó | 1987       |
| Kézvonalak-embersorsok                | Dr. Kosutány István                                           | Szépirodalmi Könyvkiadó | 1988       |
| Ki feküdt az ágyamban?                | Vavyan Fable                                                  | Szépirodalmi Könyvkiadó | 1989       |
| Kun László siratása                   | Ferdinandy Mihály                                             | Szépirodalmi Könyvkiadó | 1989       |
| Kurgáni napló                         | Kádas Mária                                                   | Szépirodalmi Könyvkiadó | 1987       |
| Láz                                   | Nemere István                                                 | Szépirodalmi Könyvkiadó | 1988       |
| Magyar rapszódia                      | Harsányi Zsolt                                                | Szépirodalmi Könyvkiadó | 1986       |
| Mata Hari                             | C. Brown, Earl Rider, Paul Guimard, Tábori Pál, Tolnai Kálmán | Szépirodalmi Könyvkiadó | 1987       |
| Mathias Rex                           | Harsányi Zsolt                                                | Szépirodalmi Könyvkiadó | 1985       |
| Medici Katalin élete és kora          | Francis Watson                                                | Szépirodalmi Könyvkiadó | 1987       |
| Merénylet                             | Graham Greene                                                 | Szépirodalmi Könyvkiadó | 1987       |
| Micimackó és a tao                    | Benjamin Hoff                                                 | Szépirodalmi Könyvkiadó | 1988       |
| Nagy Lajos király                     | Gulácsy Irén                                                  | Szépirodalmi Könyvkiadó | 1986       |
| Náhar                                 | Széchenyi Zsigmond                                            | Szépirodalmi Könyvkiadó | 1987       |
| Pokol a hegyek között                 | Gibson Lavery (Rejtő Jenő)                                    | Szépirodalmi Könyvkiadó | 1988       |
| Sárga istenek, sárga emberek          | Ligeti Lajos                                                  | Szépirodalmi Könyvkiadó | 1988       |
| Sindzse szeme                         | Leslie L. Lawrence                                            | Szépirodalmi Könyvkiadó | 1989       |
| Siva utolsó tánca                     | Leslie L. Lawrence                                            | Szépirodalmi Könyvkiadó | 1988       |
| Texas Bill, a fenegyerek              | Gibson Lavery (Rejtő Jenő)                                    | Szépirodalmi Könyvkiadó | 1989       |
| Tigrisvér                             | Gibson Lavery (Rejtő Jenő)                                    | Szépirodalmi Könyvkiadó | 1990       |
| Vadász- és gyűjtőúton Kelet-Afrikában | Kittenberger Kálmán                                           | Szépirodalmi Könyvkiadó | 1985       |
| Világok világa                        | Nemere István                                                 | Szépirodalmi Könyvkiadó | 1990       |
| A csillagfejtés könyve                | Baktay Ervin                                                  | Szépirodalmi Könyvkiadó | 1989       |
| A Halkirálynő és a dzsinnek           | Vavyan Fable                                                  | Szépirodalmi Könyvkiadó | 1988       |
| A Nagy Parázna szemtanúja             | Hegedüs Géza                                                  | Szépirodalmi Könyvkiadó | 1990       |
| Ötcsillagos gyilkosság                | Sarah Belford                                                 | Szépirodalmi Könyvkiadó | 1991       |